# Klaus-Dieter Ludwig
Klaus-Dieter Ludwig (født 2. januar 1943, død 18. maj 2016) var en tysk roer, olympisk guldvinder og firedobbelt verdensmester.

## Karriere

### Rokarriere
Ludwig var styrmand og var med i alle tre bådtyper med styrmand. Hans første internationale succes kom, da han i 1966 var med i den østtyske firer med styrmand, der blev vandt sølv ved VM dette år, og i 1970 var han med til at vinde VM-sølv i toer med styrmand.
I 1972 var han med i den østtyske firer med styrmand, der deltog i OL i München. Båden blev roet af Dietrich Zander, Reinhard Gust, Rolf Jobst og Eckhard Martens. Vesttyskland var forsvarende verdens- og europamestre, mens Østtyskland (med andre besætninger) havde været nærmeste forfølger i begge tilfælde. De to nationer vandt da også deres indledende heats, mens østtyskerne i semifinalen blev besejret af Sovjetunionen, men alligevel var med i A-finalen. Her blev styrkeforholdet sat på plads, da vesttyskerne vandt klart i ny olympisk rekordtid, mens østtyskerne lige så klart blev nummer to, og den tjekkoslovakiske båd blev nummer tre.
I 1975 var han med i den østtyske otter, der blev verdensmestre dette år, og han var igen med i denne båd, der gentog bedriften i 1979.
Ved OL 1980 i Moskva var DDR som verdensmester de sidste fire gange og forsvarende OL-mester derfor storfavorit i otteren med Ludwig som styrmand. Østtyskerne vandt da også deres indledende heat uden problemer, og i finalen vandt de også komfortabelt, selv om de ikke var så overlegne, som de havde været ved tidligere sejre. Storbritannien blev nummer to og Sovjetunionen nummer tre.
I 1981 var han med til at vinde endnu et VM-guld i fireren med styrmand, i 1982 vandt han VM-sølv med otteren, og i 1983 blev det til VM-sølv med fireren.

### Videre karriere
Ludwig var idrætslærer af uddannelse og arbejdede ved det østtyske statspoliti. Efter den tyske genforening kom han til at arbejde i sportsforvaltningen i hjembyen Potsdam. Han røg og drak i stort omfang og døde i 2016 efter en længere sygeperiode.

## OL-medaljer
- 1980:  Guld i otter
- 1972:  Sølv i firer med styrmand